# Феміністський антивоєнний опір
Феміністський антивоєнний опір (рос. Феминистское Антивоенное Сопротивление) — група російських феміністок, заснована в лютому 2022 року на знак протесту проти російського вторгнення в Україну у 2022 році під час російсько-української війни.

## Маніфест
У маніфесті, опублікованому в телеграм-каналі групи, вона закликала феміністок усього світу об'єднатися, щоб протистояти війні, розпочатій урядом Володимира Путіна:
|  | Сьогодні феміністки є однією з небагатьох активних політичних сил в Росії. Довгий час російська влада не сприймала нас як небезпечний політичний рух, і тому ми тимчасово менше постраждали від державних репресій, ніж інші політичні групи. Зараз по всій країні діє понад сорок п’ять різних феміністичних організацій, від Калінінграда до Владивостока, від Ростова-на-Дону до Улан-Уде та Мурманська. Ми закликаємо російські феміністичні групи та окремих феміністок приєднатися до Феміністичного антивоєнного опору та об’єднати сили для активної протидії війні. |

Англійський переклад маніфесту опублікував журнал Jacobin, а загалом маніфест перекладено 14 мовами.

## Діяльність
8 березня 2022 року, у Міжнародний жіночий день, Феміністичний антивоєнний спротив організував покладання жінками квітів — хризантем і тюльпанів, перев'язаних синьо-жовтими стрічками — біля пам'ятників війни:
|  | Ми, жінки Росії, цього року відмовляємося відзначати 8 березня: не даруйте нам квітів, краще вийдіть на вулиці і покладіть їх у пам’ять про загиблих мирних жителів України. |

Акції протесту відбулися в 94 містах Росії та за кордоном, серед яких, зокрема: Санкт-Петербурзі, Москві, Владивостоці, Єкатеринбурзі, Пермі, Новосибірську, Красноярську, Ярославлі, Сиктивкарі, Смоленську, Іжевську, Волгограді, Нижньому Новгороді, Омську, Геленджику, Казані, Саратові, Бійську, Хімках, Челябінську, Краснодарі, Нововоронежу, Вологді, Владимирі, Ставрополі, Архангельську, Йошкар-Олі, Ростові-на-Дону, Чебоксарах тощо.

## Маніфест Feminist Resistance Against War
В березні 2022 року об'єднання міжнародних феміністок під назвою Feminist Resistance Against War опублікувало маніфест у Spectre Journal, нібито на знак солідарності з російським Феміністичним Антивоєнним Опором. Незважаючи на те, що маніфест засуджував дії російської армії, маніфест також виступав за роззброєння України та містив заяви кремлівської пропаганди, такі як твердження про те, що НАТО відповідає за війну.
Однак одразу після цього представники (російського) Феміністичного Антивоєнного Опору дистанціювалися від маніфесту, заявивши, що ФАО підтримує озброєння України та її право на самооборону.

## Реакція російської влади
25 квітня 2024 року «Феміністський антивоєнний опір» було внесено російським Мін'юстом до переліку небажаних організацій. Раніше групу було внесено до реєстру іноземних агентів.